# NGC 6280-2
NGC 6280-2 (другие обозначения — MCG 1-43-8, ZWG 53.26, ARAK 512, PGC 1305241) — галактика в созвездии Змееносец.
Этот объект не входит в число перечисленных в оригинальной редакции «Нового общего каталога» и был добавлен позднее.